# Reichslotterie der NSDAP für Arbeitsbeschaffung
Die Reichslotterie der NSDAP für Arbeitsbeschaffung (Kurzform Arbeitsbeschaffungslotterie, später fortgeführt als Reichslotterie für nationale Arbeit) war eine 1933 beginnende und bis mindestens 1940 fortgeführte Aktion, deren Erlöse angeblich zur Finanzierung staatlicher Arbeitsbeschaffungsprogramme beitragen sollten. Über den Großteil des Reinerlöses konnte die Partei  verfügen, die damit eigene Bauvorhaben finanzierte. Obwohl spätestens Mitte 1937 eine Vollbeschäftigung erreicht war, wurde die Arbeitsbeschaffungslotterie weiter fortgeführt.

## Ausspielung
Die angeblich von Hitler selbst initiierte Arbeitsbeschaffungslotterie wurde vom Reichsministerium für Volksaufklärung und Propaganda durch Presseanweisungen und Kinowerbung gefördert und durch Straßenverkauf und zahlreiche Vertriebsstellen wie Sparkassen, Betriebszellen der NSDAP usw. umgesetzt.
Bereits im September 1933 waren alle Lose der ersten Serie zum Preis von 0,50 Reichsmark ausverkauft; der Gesamtwert betrug 6 Millionen Reichsmark.  Bei der dritten Ausspielung, die am 20. April 1934 („Führers Geburtstag“) begann, wurde der Hauptpreis zugunsten vermehrter Gewinnlose gesenkt. Der Lospreis wurde auf eine Reichsmark erhöht.
Anlässlich der siebten Arbeitsbeschaffungslotterie 1936 wurde Bilanz der bislang gelaufenen Aktion gezogen: Es wurden Gewinne in Höhe von 13.000.000 RM ausgezahlt. An den Staat wurde als Lotteriesteuer 3.750.000 RM überwiesen. Über den Reinerlös von 25.800.000 RM verfügte die NSDAP, die diese Gelder in „ihre Prunkbauten“ investierte.

## Rechtliche Bestimmungen
Nach Einschätzung des Reichsschatzmeisters der NSDAP spielten Sammlungen und sammlungsähnliche Veranstaltungen sowie Lotterien und Ausspielungen für die Mittelbeschaffung eine sehr wichtige Rolle, die deshalb sogar zu neuen rechtlichen Regelungen geführt habe. Bereits durch das Sammlungsgesetz vom 14. Dezember 1934 (RGBl. I, S, 1250) konnten Sammlungen, die von der NSDAP, ihren Gliederungen und den angeschlossenen Verbänden durchgeführt werden sollten, im Einvernehmen mit dem Reichsinnenminister durch den Reichsschatzmeister genehmigt werden. Durch dieses „Sammlungsprimat“ des § 15 entfielen andere Vorschriften des Sammlungsgesetzes; einer behördlichen Genehmigung bedurfte es nicht. Rechtlich abgesichert und bestätigt wurde dieses 1935 mit einer Sammlungsordnung der NSDAP (RGBl. I, S. 906), für die der Reichsschatzmeister im Reichsgesetzblatt allein unterzeichnete, sowie durch die Lotterieverordnung (1937, RGBl. I, S. 283). Das gesamte Lotteriewesen wurde dem Amt für Lotteriewesen der NSDAP übertragen, das auch die Reichs-Winterhilfswerk-Lotterie durchführte. Der Erlös der Reichslotterie für Arbeitsbeschaffung bzw. Reichslotterie für nationale Arbeit stand ausschließlich dem Reichsschatzmeister der NSDAP zur Verfügung und fand „hauptsächlich zur Finanzierung der vom Führer befohlenen Bauten der Partei Verwendung.“

## Bewertung
Nach Urteil von Detlev Humann war die Arbeitsbeschaffungslotterie ein sehr zweifelhaftes Instrument bei der Bekämpfung der Arbeitslosigkeit: Sie hatte volkswirtschaftlich gesehen keinen expansiven Effekt, sondern schöpfte nur Kaufkraft ab und konnte bestenfalls brachliegende Mittel mobilisieren. Spätestens mit der Vollbeschäftigung habe sie jeden Sinn verloren.
Wichtiger war offenbar die Propagandaabsicht. Millionen Lose trugen die Botschaft mit sich: Die Nationalsozialisten schaffen Arbeit. Die Arbeitsbeschaffungslotterie appellierte an die „wahre Volksliebe“ und war Teil der Illusion einer Volksgemeinschaft.